# 左宗棠故居
左宗棠故居又名柳庄，是中国晚清时期著名政治家、军事家左宗棠在湖南省岳阳市湘阴县樟树镇的住宅。

## 词源学
左宗棠挚爱柳树生命力旺盛、百折不挠，给住宅起名“柳庄”。

## 沿革
清朝道光二十三年（1843年），左宗棠“举积年脩脯所得”900两白银，在今湖南省岳阳市湘阴县樟树镇柳家冲购买田地70余亩，精心规划，督工建房占地4.29亩，48间，亲自题写匾额“柳庄”。屋后是竹林，门前是池塘，名叫“天砚”，塘基两旁是参天古木。1844年10月，左宗棠从湘潭搬到柳庄，亲自耕田，引种桑棉，改良茶稻，著述农书，赈济灾民。1857年，左家搬到省城长沙，一共在柳庄住了13年。
2004年，湘阴县人民政府按照湘阴县十一五旅游规划投资约200万元在原址上按原貌重建柳庄，其平面布局与建筑风格和初建时基本一致，坐西朝东，共有大小房屋48间，其建筑风格是晚清江南民居建筑。
2010年7月27日，中国共产党湖南省委宣传部将其列入“第三批爱国主义教育基地”。

## 建筑
左宗棠故居现存主要建筑有：柳庄、归云亭、龟鹤亭、访贤亭、百年老茶坊、左宗棠碑林、左公庙、古戏台、左公私塾等。

## 图册
- 左宗棠故居远景。
- 左宗棠故居柳庄正门。
- 龟鹤亭。
- 访贤亭。
- 归云亭。
- 古戏台。
- 左公庙。
- 左公庙左宗棠塑像。
- 百年老茶坊。